# Dammen (Silbodals socken, Värmland)
Dammen är en sjö i Årjängs kommun i Värmland och ingår i Göta älvs huvudavrinningsområde. Sjöns area är 0,04 kvadratkilometer och den är belägen 130 meter över havet.